# Turniej o Złoty Kask 2003
Turniej o Złoty Kask 2003 – cykl zawodów żużlowych, organizowanych corocznie przez Polski Związek Motorowy. W finale, rozegranym we Wrocławiu, zwyciężył Rafał Okoniewski.

## Finał
- Wrocław, 18 października 2003
- Sędzia: Jerzy Kaczmarek

| Msc. | Zawodnik            | Klub         | Pkt   |             |  |
| ---- | ------------------- | ------------ | ----- | ----------- |  |
| 1    | Rafał Okoniewski    | Zielona Góra | 14    | (3,3,2,3,3) |  |
| 2    | Tomasz Jędrzejak    | Wrocław      | 11 +3 | (3,3,1,3,1) |  |
| 3    | Jarosław Hampel     | Wrocław      | 11 +2 | (3,2,3,d,3) |  |
| 4    | Wiesław Jaguś       | Toruń        | 11 +1 | (2,2,3,3,1) |  |
| 5    | Sebastian Ułamek    | Częstochowa  | 10    | (3,1,1,2)   |  |
| 6    | Rafał Dobrucki      | Leszno       | 10    | (2,2,3,1,2) |  |
| 7    | Sławomir Drabik     | Wrocław      | 8     | (0,0,2,3,3) |  |
| 8    | Piotr Protasiewicz  | Toruń        | 8     | (2,3,2,d,1) |  |
| 9    | Grzegorz Walasek    | Częstochowa  | 7     | (2,1,2,2,0) |  |
| 10   | Andrzej Huszcza     | Zielona Góra | 6     | (0,1,3,0,2) |  |
| 11   | Rafał Szombierski   | Rybnik       | 5     | (1,3,0,1,0) |  |
| 12   | Tomasz Gapiński     | Piła         | 5     | (1,2,0,1,1) |  |
| 13   | Maciej Kuciapa      | Rzeszów      | 5     | (1,1,1,2,0) |  |
| 14   | Krzysztof Jabłoński | Gniezno      | 5     | (1,0,1,1,2) |  |
| 15   | Mariusz Węgrzyk     | Rybnik       | 4     | (0,d,0,2,2) |  |
| 16   | Tomasz Bajerski     | Toruń        | 0     | (0,0,d,–,–) |  |